# ヴェネチアの吸血鬼
「ヴェネチアの吸血鬼」（ヴェネチアのきゅうけつき、原題: "The Vampires of Venice"）は、イギリスのSFドラマ『ドクター・フー』の第5シリーズ第6話。2010年5月8日に BBC One で初放送され、脚本は以前「同窓会」を執筆したトビー・ウィットハウス、監督は今回初めて『ドクター・フー』を監督したジョニー・キャンベルが担当した。
コンパニオンのエイミー・ポンド（演:カレン・ギラン）がタイムトラベラーの異星人11代目ドクター（演:マット・スミス）にキスをした前話「肉体と石」の終わりに続き、ドクターはエイミーの婚約者ローリー・ウィリアムズ（演:アーサー・ダーヴィル）をタイムマシンターディスに乗せ、西暦1580年のヴェネチアへ2人を新婚旅行に連れて行く。3人は生徒が吸血鬼であるらしい女学校に興味を持ち、実際には偽装した難民エイリアンであることを暴く。彼らはヴェネチアを彼らに適した新たな棲み処に改造する計画を企てていた。
本作はウィットハウスが執筆する予定であった別の脚本を置き換えたもので、番組への良い導入になるロマンチックなエピソードとしてデザインされた。ウィットハウスはヴェネチアを舞台に選び、設定に適すると感じた彼はすぐに吸血鬼をプロットに加えた。撮影は2009年後半にクロアチアのトロギルで行われ、古い村でヴェネチアが表現された。イギリスでの視聴者数は768万人、Appreciation Index は86を記録した。批評家からのレビューは複雑であった。コメディや製作デザインおよびゲスト出演者のヘレン・マックロリーとアレックス・プライスの演技が称賛されたが、プロットの要素は最近の他の数エピソードと幾分似ているとされた。

## 製作

### 脚本
脚本家のトビー・ウィットハウスは元々ある種の迷宮を舞台とした違うエピソードを執筆する予定であったが、後にそのアイディアが第5シリーズの他のエピソードにあまりにも似通っているとエグゼクティブ・プロデューサーのスティーヴン・モファットとピアーズ・ウェンガーが考えて別の話を執筆するように依頼し、吸血鬼とヴェネチアのアイディアが生み出された。なお、ウィッハウスの当初のアイディアは第6シリーズ「閉ざされたホテル」に先延ばしされた。彼は『ドクター・フー』への良い導入となる、リブートエピソードの類として働く、壮大で勇敢かつロマンチックなエピソードを執筆するように依頼された。ウィットハウスは舞台に関してロマンチックな場所であれば世界のどこでも良い と指示され、彼が世界で最も気に入っている場所の1つであるヴェネチアを選んだ。吸血鬼の発案者は定かではないもののおそらくウィットハウス本人であり、彼はヴェネチアのゴシックで上品かつ秘密主義的な雰囲気が吸血鬼に合うと考えた。ウィットハウスは本作の執筆が良い経験だったと述べ、『ドクター・フー』で脚本を書くことはとても喜ばしいことであると振り返った。彼は当時ドラマ『ビーイング・ヒューマン』のエグゼクティブ・プロデューサーでもあったため、エピソードを執筆するだけで良いことと、製作の他の要素を気にしなくて良いことを喜んだ。ヴェネチアが水上都市であるというアイデンティティを活かすことを求めたウィットハウスは、沈みゆくヴェネチアというメインの筋書きを成立させた。また、ヴェネチアの特徴として歴史の中で常に敵と戦っていたことが挙げられるが、今回では本作の敵が最悪の敵であったことになった。
冒頭のシーンではイザベラが入学して身に危険が迫る様が詳細に描写されたが、これはウィットハウス曰く罠に嵌る犠牲者を描いた古典的な『ドクター・フー』である。当該シーンの最後のイザベラの悲鳴は元々はタイトルシークエンスに入れられる予定であったが、監督ジョニー・キャンベルは次の2つのシーンが互いに上手く作用しないソフトな終わり方になっていると考えた。結果として、タイトルシークエンスはドクターがローリーの参加している男性だらけのパーティを台無しにするシーンの後に移されることとなった。ウィットハウスは当該シーンを面白いシーンと述べ、ユニークなタイトルの始まり方だと表現した。また、ウィットハウスはドクターがどれほど人々を危険に陥れるかを強調したいと考え、これは劇中でローリーに指摘されている。彼は時間をかけてコンパニオンが危険に向かって走っていくドクターと同じメンタリティになると信じており、ローリーの存在はそれに疑問を提起する大きなチャンスだと考えた。さらに、ウィットハウスは漫画的な要素でプロットを希釈し、登場人物の掘り下げを行おうともした。彼はグイドの悲劇的なキャラクター性を放送時間中に確保することが難しいとも述べた。本作はドクターの図書カードに掲載された初代ドクターの写真を見せることでメタフィクション的な言及ももたらしている。本作での静寂(silence)への言及は第6シリーズの「静かなる侵略者」で回想され、当該エピソードで焦点のあたる敵サイレンスが本作で暗示されていたことが示唆されている。
元々の台本が長すぎたため、本作は撮影済のシーンさえも含めて数多くのシーンをカットしなくてはならなかった。削除されたシーンにはロザンナのスチュワード（演:サイモン・グレゴール）とドクターの戦闘シーン、より長いローリーとフランチェスコの戦闘シーン、クライマックス後のドクターとエイミーの会話などがあった。元々の台本では、エイミーとローリーが村人殺しを疑ってフランチェスコを追い詰めた際にフランチェスコが壁を登るシーンがあった。ウィットハウスはこのシーンのスタントが比較的簡単だと考えたが、撮影があまりにも困難であると分かり、ウィットハウスはフランチェスコが単純に走り去るように台本を改訂した。台本についてウィットハウスと議論する際、ロザンナ役を演じたヘレン・マックロリーはどこかの時点でエイミーを傷つけるべきだと考え、結果としてチャンバーでエイミーが噛まれるシーンが追加された。

### 撮影と効果

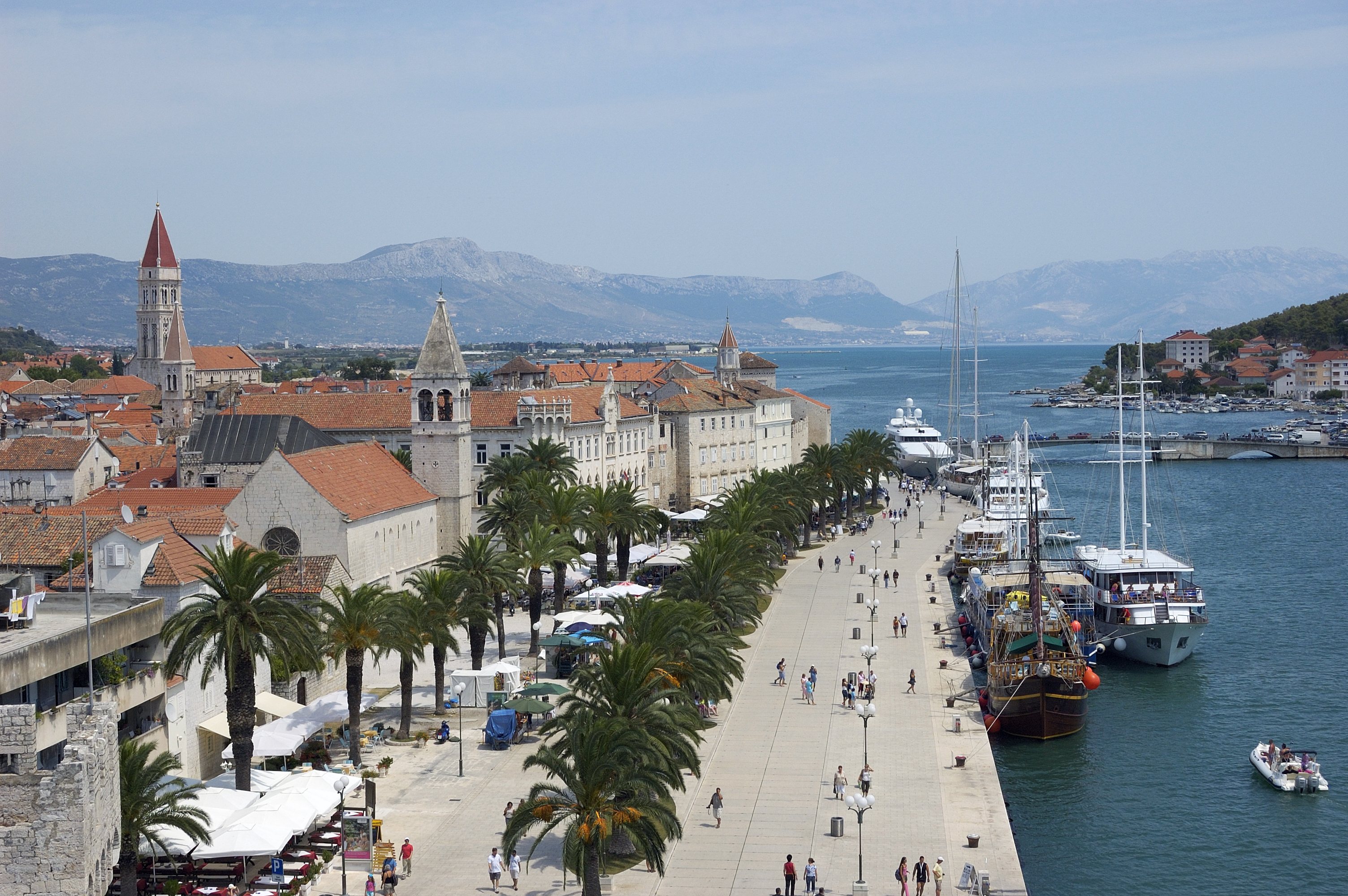
16世紀のヴェネチアとして使用されたロケ地。クロアチアのトロギル

「ヴェネチアの吸血鬼」の台本の読み合わせは2009年11月23日に行われた。本作はキャンベルが監督する最初の『ドクター・フー』のエピソードであると共に、パトリック・シュヴァイツァーが共同制作した初めてのエピソードでもあった。本作は「ゴッホとドクター」と共に第5製作ブロックで撮影された。現在のヴェネチアで見られる現代の店舗を全て覆い隠すには時間がかかるだろうと推測されたため、本作は2009年後半にクロアチアのトロギルで撮影された。ヴェネチア人は史実としてトロギルに入植しており、街にはヴェネチアに影響された物も含めて歴史的人工物が多く存在した。カルヴィエリ家の内装はトロギルの市庁舎とイギリスのアトランティック・カレッジ、ケルフィリー城、Castell Coch で撮影され、グイドの家はカーディフ付近の16世紀の邸宅 Llancaiach Fawr が使用された。製作チームはカルヴィエリの家紋を可能な限り多くのロケ地に組み込み、デザイン部門は魚のガーゴイルをカルヴィエリ家の塔用にデザインした。トロギルの境界の塔がクライマックスに使用され、スミスとスタント俳優のスタントのため撮影は挑戦的なものであった。塔の屋根はスタジオで組み立てられ、スタジオにてグリーンスクリーンの前で撮影されたシーンもあった。
ゴンドラはケルフィリー城の堀で撮影され、CGIが挿入された。ヤギを連れて撮影現場を通った女性など、市場では地元人が出演した。小規模のカメラクルーはヴェネチアでも水際の建物のワイドショットを撮影したが、トロギルのような歩道は存在しなかった。キャンベルは教会の鐘や狭い路地といった、彼がヴェネチアについて愛するもの全てを組み込もうとした。トロギルは海岸に位置するものの内部水路が存在せず、そのため製作チームはキャラクター達の居るバルコニーの下の通りの広場をCGの水で満たし、ヴェネチアのカナル・グランデにした。少女たちが拉致されてサタナイン人に改造される部屋は緑色の光に照らされてエイリアンのテクノロジーを示唆し、ロザンナの真の姿も露見することとなった。このシーンは天井が低いにも拘わらず撮影監督は撮影に成功したが、怖すぎるという理由で一部カットされた。

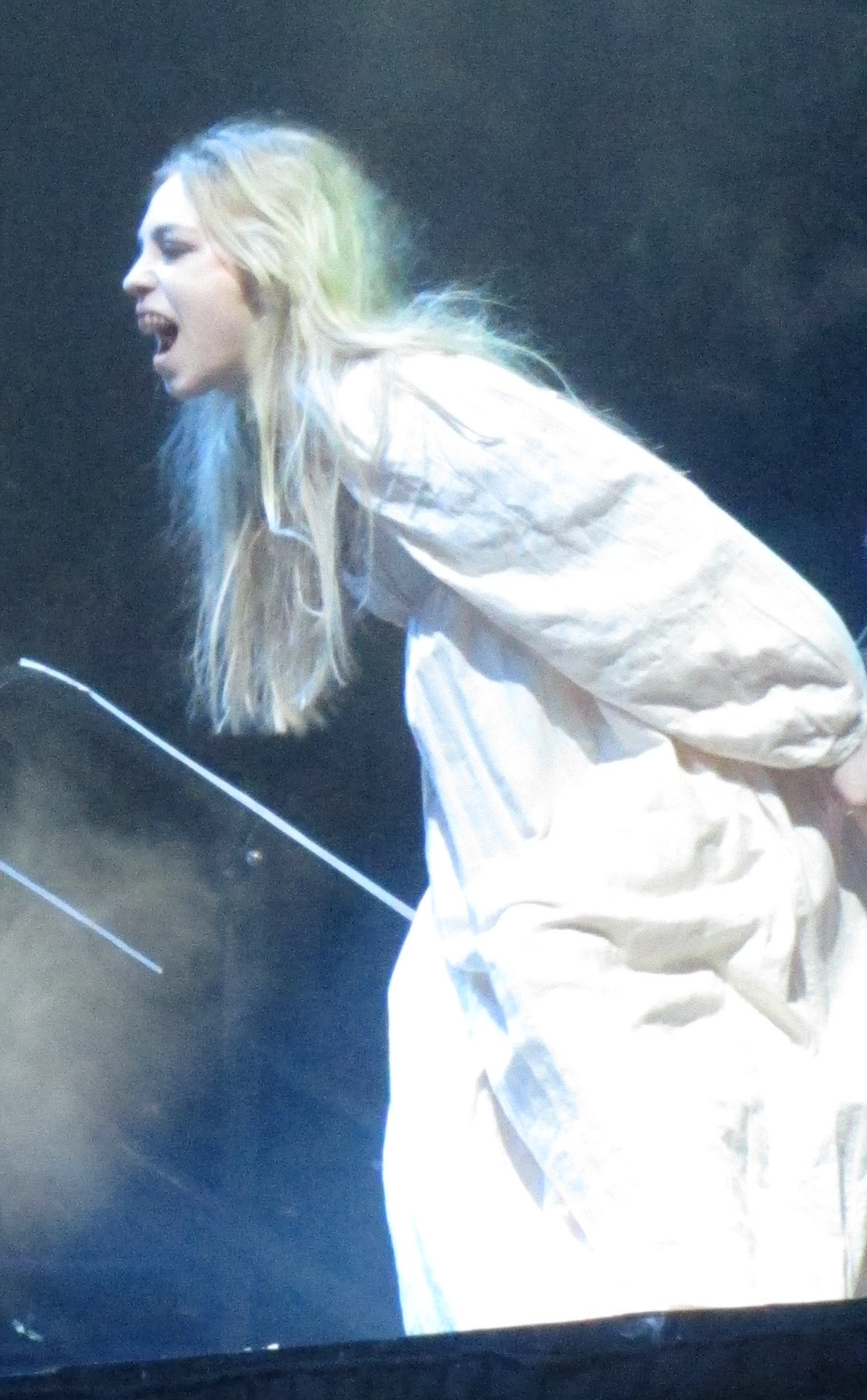
吸血鬼少女

本作には予算の束縛により妥協せざるを得なかった面も複数あった。エイリアンの真の姿は非常に予算を要したためそれぞれ数秒に留まり、それらのショットは劇中に分散して配置された。元々の台本ではイザベラの死ぬシーンでは巨大な怪物が水から姿を現わしていたが、あまりに費用が嵩むことと、モファットが当該シーンを見えないようにすることをウィットハウスに依頼せざるを得なかったことを理由に改変された。本作の衣装の多くは15世紀から16世紀の手工芸品を元としており、例えば女性の着用していたヴェールは吸血鬼少女に使用された。ローリーがエイミーを入学させるためにヴェネチア人に変装する際にはグイドとローリーが互いの服を交換した。これはモファットのアイディアであり、ウィットハウスはグイドを悲劇的な登場人物として捉えていたためこれに反対したが、最終的にはウィットハウスもグイドがローリーのパーティ用Tシャツを着ている様を面白いと思って認めることとなった。マックロリーの衣装は変身をスムーズにするためエイリアン形態に似たデザインがなされた。マックロリーは魚のように動くよう指導され、彼女は懸命にその動きを追求した。吸血鬼用の歯のペアは個人個人にユニークなもので、口の型を取ってデザインされた。吸血鬼の歯のある状態では喋り辛く、アレックス・プライスの台詞は録音し直されることとなった。ただし、彼は歯を装着して喋ることにつて極めて肯定的なコメントをした。

## 放送と反応
「ヴェネチアの吸血鬼」はイギリスでは BBC One にて2010年5月8日に初放送された。『ドクター・フー』の後の枠で放送される『Over the Rainbow』のエピソードが当日は拡大版であったため、「ヴェネチアの吸血鬼」は2005年に始まった新シリーズで最も早い時刻である午後6時に放送された。おそらくこのため、当夜の視聴者数は放送当時では第5シリーズで最も低く、BBC One と BBC HD のサイマル放送を合計して617万人であった。最終的な合計値は768万人で、BBC One でその週に放送された番組では5番目に多い視聴者数を記録した。Appreciation Index は86であった。
日本では前話「肉体と石」に続き、2015年6月18日の午後11時からAXNミステリーで字幕版が放送された。
「ヴェネチアの吸血鬼」はイギリスでは「天使の時間」「肉体と石」と共に2010年7月5日にリージョン2のDVDとブルーレイディスクが発売され、同年11月8日には完全版第5シリーズボックスセットの一部として再発売された。日本語版DVDは2014年10月3日に『ドクター・フー ニュー・ジェネレーション DVD-BOX 1』に同梱されて発売された。

### 批評家の反応
本作は複雑なレビューを受けた。ダニエル・マーティンはガーディアン紙のWebサイト guardian.co.uk にて本作を「美しく撮影されている」「吸血鬼神話の全てのパートが『ドクター・フー』の疑似科学で上手く釈明されていて楽しい」「ドクターとロザンナの対立が美しく演じられた」「ウィットハウスから予想できるように、会話が爽快だ。そして雨の中の塔をよじ登るドクターのクライマックスのショットは、幅広い筆跡の正しい水準だ」との述べた。SFX誌の批評家デイヴィッド・ブラッドレイも肯定的に反応しており、星5つのうち4つを本作に与えた。彼は以前の単発エピソード「ダーレクの勝利」よりも構成が良く、面白く、引き込まれるものがあったとして評価し、コメディとアレックス・プライスの演技を称賛した。しかし彼は「予算のかかりそうなロケ地が粗悪な特殊効果で格下げされている」とも感じた。
デイリー・テレグラフのギャヴィン・フラーは本作に否定的なレビューをし、「遥かに残念だ」「機会が悲劇的に無駄にされた」と述べた。彼は脚本とプロットについて「完全な派生物だ」と批判し、冒頭のシーンについてはウィットハウスの以前の『ドクター・フー』エピソード「同窓会」とコンセプトが似ていると指摘し、人間に擬態するエイリアンというアイディアも「同窓会」の台本と同じ物だとも指摘した。彼はグイド役のルシアン・ムサマティを『オセロ』のようだと批判し、ドクターとエイミーおよびローリーの三角関係を以前の登場人物ローズ・タイラーとミッキー・スミスのストーリーラインに否定的になぞらえ、結末が「テレビの中に住む女」や「ダーレクの進化」に似すぎているとも考えた。
ラジオ・タイムズのパトリック・マルケーンはフラーのレビューでの感情に呼応し、「人間に変装したエイリアンにあくびをするのを私は認めなければならない。私たちは、それを何度も見てきた」とコメントし、ウィットハウスがコンセプトを既に「同窓会」や『秘密情報部トーチウッド』「ピロクテテスからの贈り物」で使っているとも指摘した。しかし、彼は「台本はドクターとエイミー、ローリーの数多くの英雄的な瞬間や面白い瞬間をもたらしてくれた」とも述べ、ヘレン・マックロリーを荘厳だと表現し、キャスティングを称賛した。IGNのマット・ウェールズは「ヴェネチアの吸血鬼」を10点満点で7点と評価し、「完全に満足のいく全体像を作ることが全くできなかったとしても、傑出した瞬間はたっぷりとあった」と述べた。彼はエイミーとローリーのコメディやマックロリーの演技、ロケーションショットとクロアチアを称賛した。彼は「古典的な吸血鬼現象の科学的補完は特にクレバーだった」と感じ、本作のエイリアンが2次元を超越したと確信した。しかし、彼はフラーとマルケーンの指摘に同意し、これまでに登場した数多くのエイリアン種族がいるため、本作のエイリアンの特徴がありふれたものになってしまっていることが1つ最大の問題だとコメントした